# Classifica perpetua dell'Eredivisie
La classifica perpetua (o classifica all-time) è una speciale classifica che raggruppa i risultati complessivi di tutte le squadre che hanno disputato almeno una stagione in Eredivisie a partire dalla sua istituzione nel 1956. Questa graduatoria ha un valore esclusivamente statistico, ma può essere utile per confrontare la prestazione delle diverse squadre che hanno disputato l'Eredivisie in periodi differenti.
In questa versione della classifica perpetua sono riportati i punti effettivamente assegnati, vale a dire due punti per ogni vittoria fino alla stagione 1994-95 e tre punti per vittoria a partire dalla stagione 1995-96, oltre a un punto per ogni pareggio e nessun punto per ogni sconfitta. A causa del cambiamento del sistema di assegnazione dei punti, questa classifica è leggermente sbilanciata in favore delle squadre che hanno disputato più campionati dopo il 1995.

## Classifica
Statistiche aggiornate alla fine della stagione 2020-2021.
| Militante in Eredivisie nel 2021-2022                  |
| Militante in Eerste divisie nel 2021-2022              |
| Militante nei campionati dilettantistici nel 2021-2022 |
| Non più attivo a causa di fusione o scioglimento       |

| Pos | Club             | /65 | G    | V    | N   | P   | Pt   | MPt  | RF   | RS   | DR    |
| --- | ---------------- | --- | ---- | ---- | --- | --- | ---- | ---- | ---- | ---- | ----- |
| 1.  | Ajax             | 65  | 2185 | 1459 | 387 | 339 | 4764 | 2,18 | 5586 | 2213 | +3343 |
| 2.  | PSV              | 65  | 2186 | 1323 | 469 | 384 | 4468 | 2,04 | 5040 | 2297 | +2743 |
| 3.  | Feyenoord        | 65  | 2185 | 1238 | 508 | 439 | 4222 | 1,93 | 4654 | 2511 | +2143 |
| 4.  | Twente           | 54  | 1824 | 788  | 492 | 544 | 2856 | 1,57 | 2888 | 2343 | +545  |
| 5.  | Sparta Rotterdam | 55  | 1846 | 641  | 512 | 693 | 2435 | 1,32 | 2766 | 2894 | –128  |
| 6.  | Utrecht          | 51  | 1725 | 643  | 446 | 336 | 2375 | 1,38 | 2487 | 2538 | –51   |
| 7.  | AZ               | 43  | 1436 | 621  | 355 | 460 | 2265 | 1,58 | 2464 | 1974 | +490  |
| 8.  | Roda Kerkrade    | 44  | 1496 | 563  | 391 | 542 | 2080 | 1,39 | 2260 | 2208 | +52   |
| 9.  | NAC Breda        | 50  | 1688 | 529  | 440 | 719 | 2026 | 1,20 | 2239 | 2812 | –573  |
| 10. | ADO Den Haag     | 47  | 1574 | 509  | 404 | 661 | 1931 | 1,23 | 2226 | 2616 | –390  |
| 11. | Groningen        | 42  | 1420 | 488  | 389 | 543 | 1853 | 1,30 | 1992 | 2161 | –169  |
| 12. | Vitesse          | 36  | 1216 | 475  | 341 | 400 | 1766 | 1,45 | 1854 | 1678 | +176  |
| 13. | Willem II        | 45  | 1514 | 464  | 343 | 707 | 1735 | 1,15 | 2104 | 2710 | –606  |
| 14. | N.E.C.           | 40  | 1360 | 379  | 382 | 599 | 1519 | 1,12 | 1565 | 2132 | –567  |
| 15. | Heerenveen       | 29  | 978  | 390  | 254 | 333 | 1424 | 1,46 | 1630 | 1519 | +111  |
| 16. | MVV Maastricht   | 36  | 1208 | 350  | 356 | 502 | 1406 | 1,16 | 1527 | 1992 | –465  |
| 17. | Go Ahead Eagles  | 31  | 1042 | 325  | 268 | 449 | 1243 | 1,19 | 1399 | 1701 | –302  |
| 18. | RKC Waalwijk     | 25  | 842  | 251  | 209 | 382 | 962  | 1,14 | 1074 | 1384 | –310  |
| 19. | Volendam         | 25  | 842  | 228  | 215 | 399 | 899  | 1,07 | 994  | 1513 | –519  |
| 20. | VVV-Venlo        | 23  | 782  | 213  | 202 | 367 | 841  | 1,08 | 1011 | 1458 | –447  |
| 21. | Fortuna Sittard  | 22  | 740  | 206  | 213 | 319 | 831  | 1,12 | 882  | 1195 | –310  |
| 22. | Heracles Almelo  | 21  | 690  | 215  | 157 | 318 | 802  | 1,16 | 942  | 1260 | –318  |
| 23. | PEC Zwolle       | 21  | 706  | 196  | 191 | 319 | 779  | 1,10 | 906  | 1232 | –326  |
| 24. | HFC Haarlem      | 18  | 612  | 172  | 178 | 262 | 694  | 1,13 | 695  | 978  | –283  |
| 25. | Excelsior        | 22  | 748  | 168  | 186 | 394 | 690  | 0,92 | 830  | 1399 | –569  |
| 26. | De Graafschap    | 21  | 714  | 157  | 175 | 382 | 646  | 0,90 | 773  | 1373 | –600  |
| 27. | DOS              | 14  | 460  | 168  | 109 | 183 | 613  | 1,33 | 790  | 848  | –58   |
| 28. | AFC DWS          | 13  | 430  | 147  | 117 | 166 | 558  | 1,30 | 588  | 644  | –56   |
| 29. | Fortuna '54      | 12  | 392  | 141  | 99  | 152 | 522  | 1,33 | 635  | 700  | –65   |
| 30. | Telstar          | 14  | 468  | 118  | 140 | 210 | 494  | 1,06 | 530  | 754  | –224  |
| 31. | GVAV             | 12  | 392  | 123  | 115 | 154 | 484  | 1,23 | 533  | 595  | –62   |
| 32. | Den Bosch        | 13  | 442  | 114  | 123 | 205 | 465  | 1,05 | 491  | 756  | –265  |
| 33. | Enschede         | 9   | 294  | 121  | 77  | 96  | 440  | 1,50 | 565  | 490  | +75   |
| 34. | Rapid            | 6   | 204  | 73   | 47  | 84  | 266  | 1,30 | 307  | 350  | –43   |
| 35. | USV Elinkwijk    | 7   | 234  | 65   | 50  | 119 | 245  | 1,05 | 306  | 483  | –177  |
| 36. | FC Amsterdam     | 6   | 204  | 61   | 56  | 87  | 239  | 1,17 | 263  | 321  | –58   |
| 37. | Blauw-Wit        | 6   | 196  | 65   | 42  | 89  | 237  | 1,21 | 334  | 401  | –67   |
| 38. | SC Cambuur       | 7   | 238  | 49   | 64  | 125 | 211  | 0,89 | 258  | 437  | –179  |
| 39. | Holland Sport    | 4   | 136  | 37   | 34  | 65  | 145  | 1,07 | 168  | 279  | –111  |
| 40. | FC Dordrecht     | 6   | 204  | 31   | 46  | 127 | 139  | 0,68 | 208  | 463  | –255  |
| 41. | RBC Roosendaal   | 5   | 170  | 35   | 26  | 109 | 131  | 0,77 | 164  | 358  | –194  |
| 42. | NOAD             | 4   | 136  | 33   | 30  | 73  | 129  | 0,95 | 187  | 311  | –124  |
| 43. | Sittardia        | 4   | 132  | 32   | 29  | 71  | 125  | 0,95 | 148  | 256  | –108  |
| 44. | FC Emmen         | 3   | 94   | 26   | 22  | 46  | 100  | 1,06 | 113  | 185  | –72   |
| 45. | Xerxes/DHC       | 2   | 68   | 26   | 17  | 25  | 95   | 1,40 | 92   | 95   | –3    |
| 46. | Eindhoven        | 3   | 102  | 23   | 25  | 54  | 94   | 0,92 | 107  | 209  | –102  |
| 47. | BVC Amsterdam    | 2   | 68   | 20   | 20  | 28  | 80   | 1,18 | 103  | 130  | –27   |
| 48. | BVV              | 2   | 68   | 18   | 10  | 40  | 64   | 0,94 | 126  | 172  | –46   |
| 49. | Veendam          | 2   | 68   | 12   | 23  | 33  | 59   | 0,87 | 74   | 127  | –53   |
| 50. | Wageningen       | 2   | 68   | 13   | 18  | 37  | 57   | 0,84 | 72   | 137  | –65   |
| 51. | De Volewijckers  | 2   | 64   | 15   | 10  | 39  | 55   | 0,86 | 99   | 189  | –90   |
| 52. | Helmond Sport    | 2   | 68   | 12   | 18  | 38  | 54   | 0,79 | 93   | 162  | –69   |
| 53. | SVV              | 2   | 68   | 13   | 13  | 42  | 52   | 0,76 | 62   | 142  | –80   |
| 54. | Alkmaar '54      | 1   | 34   | 6    | 12  | 16  | 30   | 0,88 | 39   | 61   | –22   |

Fonte: Eredivisie Eeuwige Ranglijst, eredivisie.nl.

Aggiornamento 2021: RSSF.

## Statistiche
Dopo il primo campionato di Eredivisie, l'Ajax sale al comando della classifica. Alla fine della stagione 1958-1959, il Fortuna Sittard supera l'Ajax di un punto, passando al comando della graduatoria. I Lancieri riguadagnano il primo posto nel 1960, per poi farsi scavalcare dal Feyenoord nel 1965. Il divario tra l'Ajax e il Feyenoord è colmato alla fine del 1970, quando entrambe le squadre si ritrovano a 647 punti. La sfida tra queste due compagini continua nella metà degli anni settanta, durante i quali i due club si scambiano più volte la posizione (il Feyenoord guida la classifica al termine del 1971 e nel biennio 1975-1976, mentre l'Ajax detiene il comando della graduatoria nel triennio 1972-1974), prima che l'Ajax s'imponga definitivamente al primo posto dal 1977. Durante gli anni ottanta e novanta, il club di Amsterdam consolida il proprio primato, mentre nel 1998 il PSV agguanta il Feyenoord al secondo posto nella graduatoria, a quota 2010 punti: il Feyenoord mantiene la seconda piazza alla fine del 1999, ma al termine del 2000 il club di Eindhoven sorpassa i rivali, per poi aumentare il divario negli anni duemila, durante i quali il PSV si piazza sempre prima della società di Rotterdam in campionato.